# 15・ビッグ・ワンズ
『15・ビッグ・ワンズ』（15 Big Ones、日本盤発売当初の邦題『偉大なる15年』）は、1976年にリリースされたザ・ビーチ・ボーイズのアルバム。3年ぶりのスタジオ録音された新作であり、「ブライアン・イズ・バック」のキャッチフレーズで大々的に宣伝された。ブライアン・ウィルソンにとっては『ペット・サウンズ』以来のプロデュース作となった。
このアルバム以前の1970年代のビーチボーイズのアルバムはほとんどオリジナル曲で占められていたのに対し、収録曲の半分以上がカバー曲で占められているのが本作の特徴である。
1975年までにビーチ・ボーイズはツアー・バンドとして公演旅行を続けていたが、ブライアンの精神疾患は好転せず、過食症かつ薬物乱用が続き、バンドの活動はほとんど行えない状態であった。精神科医のユージン・ランディがブライアンのリハビリを担当することとなり、多くの精神科医が失敗したリハビリに成功することができた。

## 曲目
1. ロック・アンド・ロール・ミュージック - Rock And Roll Music (Chuck Berry) 2:29
2. イッツ・OK - It's OK (Brian Wilson / Mike Love) 2:12
3. ハド・トゥ・フォーン・ヤ - Had To Phone Ya (Brian Wilson / Mike Love / Diane Rovell) 1:43
4. チャペル・オブ・ラヴ - Chapel Of Love (Jeff Barry / Ellie Greenwich / Phil Spector) 2:34
5. エヴリワンズ・イン・ラヴ・ウィズ・ユー - Everyone's In Love With You (Mike Love) 2:42
6. トーク・トゥ・ミー - Talk To Me (J. Seneca) 2:14
7. ザット・セイム・ソング - That Same Song (Brian Wilson / Mike Love) 2:16
8. TMソング - TM Song (Brian Wilson) 1:34
9. パリセイズ・パーク - Palisades Park (C. Barris) 2:27
10. スージー・シンシナティ - Susie Cincinnati (Al Jardine) 2:57
11. カジュアル・ルック - A Casual Look (E. Wells) 2:45
12. ブルーベリー・ヒル - Blueberry Hill (A. Lewis / L. Stock / V. Rose) 3:01
13. バック・ホーム - Back Home (Brian Wilson / Bob Norberg) 2:49
14. イン・ザ・スティル・オブ・ザ・ナイト - In The Still Of The Night (F. Parris) 3:03
15. ジャスト・ワンス・イン・マイ・ライフ - Just Once In My Life (Gerry Goffin / Carole King / Phil Spector) 3:47